# Metacirolana agaricicola
Metacirolana agaricicola är en kräftdjursart som beskrevs av Brian Frederick Kensley1984. Metacirolana agaricicola ingår i släktet Metacirolana och familjen Cirolanidae. Inga underarter finns listade i Catalogue of Life.